# Паш, Жан-Николя
Жан-Николя́ Паш (фр. Jean-Nicolas Pache; 5 мая 1746, Верден — 18 ноября 1823, Тен-ле-Мутье) — французский политический деятель эпохи французской революции, жирондист, а позже якобинец, одно время был военным министром, затем мэром Парижа; сыграл видную роль в становлении якобинской диктатуры.

## Биография
В 1792 году был правой рукой Ролана, а затем сделался главным сотрудником военного министра Сервана. Назначенный Конвентом в конце того же года военным министром, Паш обнаружил большие организаторские способности, но скоро был отставлен от должности, потому что склонялся на сторону монтаньяров, тогда ещё не достигших власти. 
Позже был избран мэром города Парижа и сделался одним из влиятельных деятелей Парижской коммуны. 
После 9 термидора Паш был сослан в Гвиану, откуда вернулся после общей амнистии.
На здании парижской мэрии ему воздвигнута статуя.

## Творчество
Паш оставил три сборника мемуаров, включающих много интересных фактов из истории революционной эпохи.